# サバナ気候
|   |        |     |     |     |     |    |     |     |     |     |     |     |     |     |     |     |     |     |
|   |        | fa  | fb  | fc  | fd  | m  | wa  | wb  | wc  | wd  | sa  | sb  | sc  | sd  |     |     |     |     |
| E | 寒帯   |     |     |     |     |    |     |     |     |     |     |     |     |     | ET  | ET  | EF  | EF  |
| D | 亜寒帯 | Dfa | Dfb | Dfc | Dfd |    | Dwa | Dwb | Dwc | Dwd | Dsa | Dsb | Dsc | Dsd |     |     |     |     |
| C | 温帯   | Cfa | Cfb | Cfc |     |    | Cwa | Cwb | Cwc |     | Csa | Csb | Csc |     |     |     |     |     |
| B | 乾燥帯 |     |     |     |     |    |     |     |     |     |     |     |     |     | BSh | BSk | BWh | BWk |
| A | 熱帯   | Af  | Af  |     |     | Am | Aw  | Aw  |     |     | As  | As  |     |     |     |     |     |     |

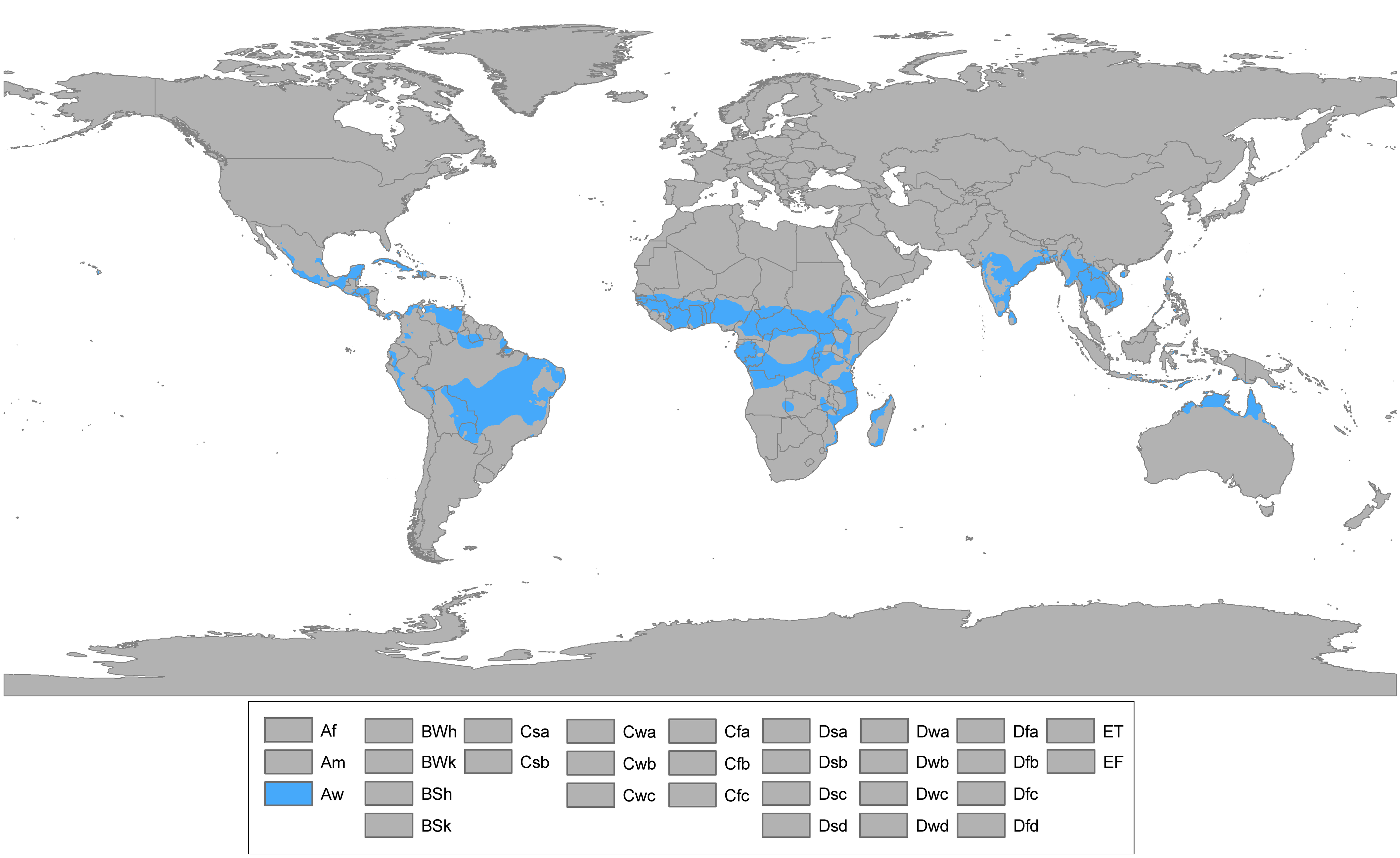

サバナ気候（サバナきこう、英語: Tropical savanna climate）とはケッペンの気候区分における気候区のひとつで熱帯に属する。雨季と乾季の明確な分化が特徴である。サバンナ気候、サヴァナ気候とも呼ばれる。記号はAwでAは熱帯、wは冬に乾燥（ドイツ語: wintertrocken）を表す。
植生は疎林とイネ科の植物からなる草原となる。乾季には樹木は落葉し、草原も枯れる。基本的にはやせた土壌だが一部では肥沃な土壌が広がる地域もあり、そのような地域ではコーヒー、サトウキビ、綿花などが栽培される。

## 特徴
南回帰線から北回帰線の間の多くの地域に分布する。気温の年較差は少ない。乾燥に強い樹木がまばらに生える草原、サバナ（Savanna、サバンナとも言う）が広く分布し気候区の名前の由来にもなっている。
夏は赤道低圧帯（熱帯収束帯）に入り多雨、冬は中緯度高圧帯に入り、乾燥するため一年の間で雨季と乾季がはっきりと分かれている。なお夏に乾季をむかえる地域もごくわずかながら存在しており、その場合、記号はAwではなくAs（熱帯夏季少雨気候）を用いる。
土壌は主にラトソル（ラテライト）や赤黄色土からなる。焼畑のほか様々な農業形態がとられている。高床住居を利用する地域がある。

## 条件
- 最寒月平均気温が摂氏18°C以上（ヤシが生育できること）。
- 年平均降水量が乾燥限界以上。
- 最少雨月降水量が60mm未満かつ（100-0.04×年平均降水量）mm未満。

上記3つの条件を全て満たしていて下記の条件も満たす場合のみAs（熱帯夏季少雨気候）となり、上記3つの条件は全て満たしているが下記の条件を満たさない場合はAw（狭義のサバナ気候）となる。
- 最多雨月が冬にあり、3×最少雨月降水量＜最多雨月降水量かつ最少雨月降水量が30mm未満。

また「最少雨月降水量が（100-0.04×年平均降水量）mm未満」という条件から「100-0.04×年平均降水量」の値が正である必要があるため、この気候に属する地域の年平均降水量は2,500mm未満になる。

## 分布

### 分布地域

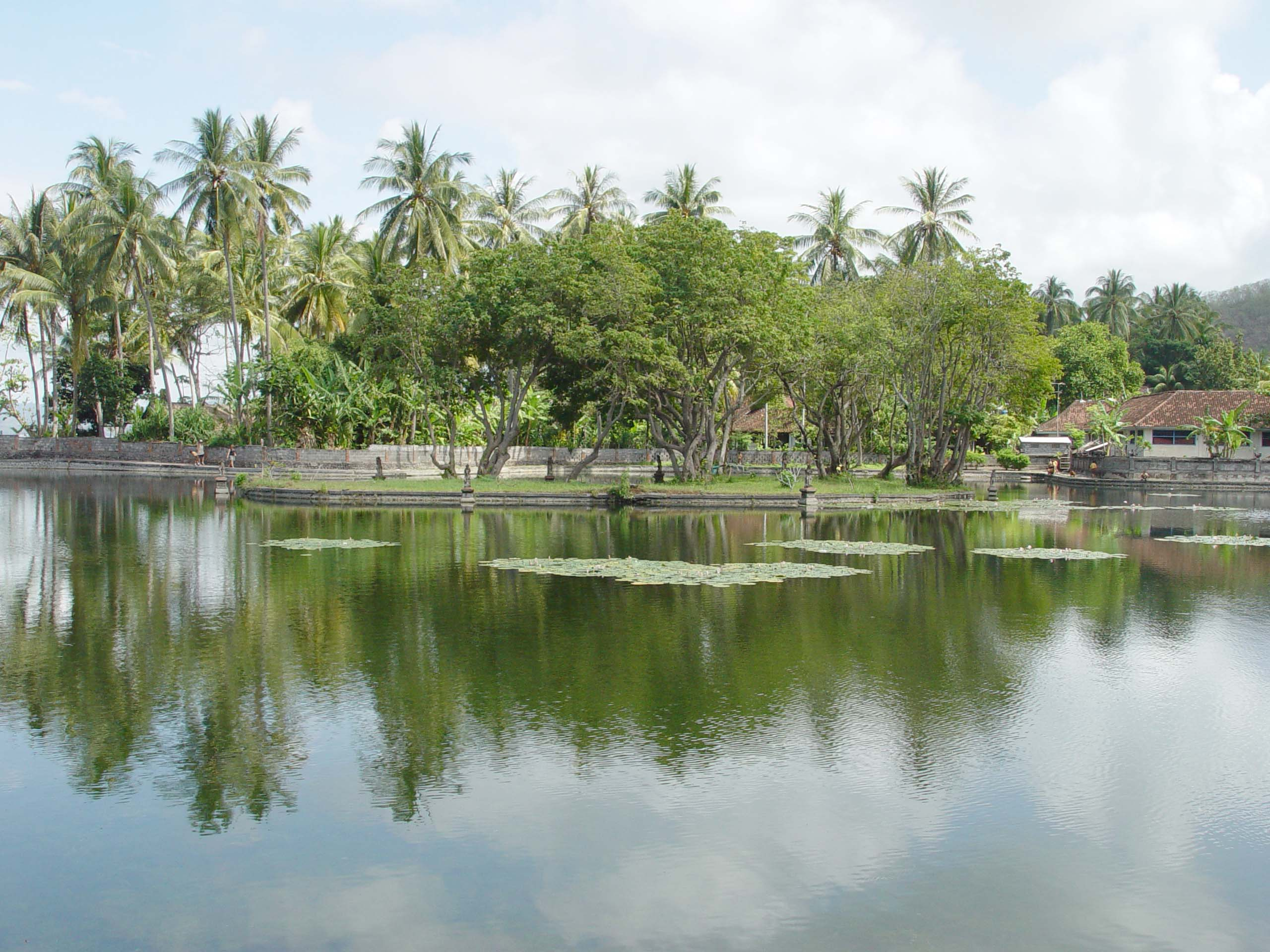
バリ島のラグーン

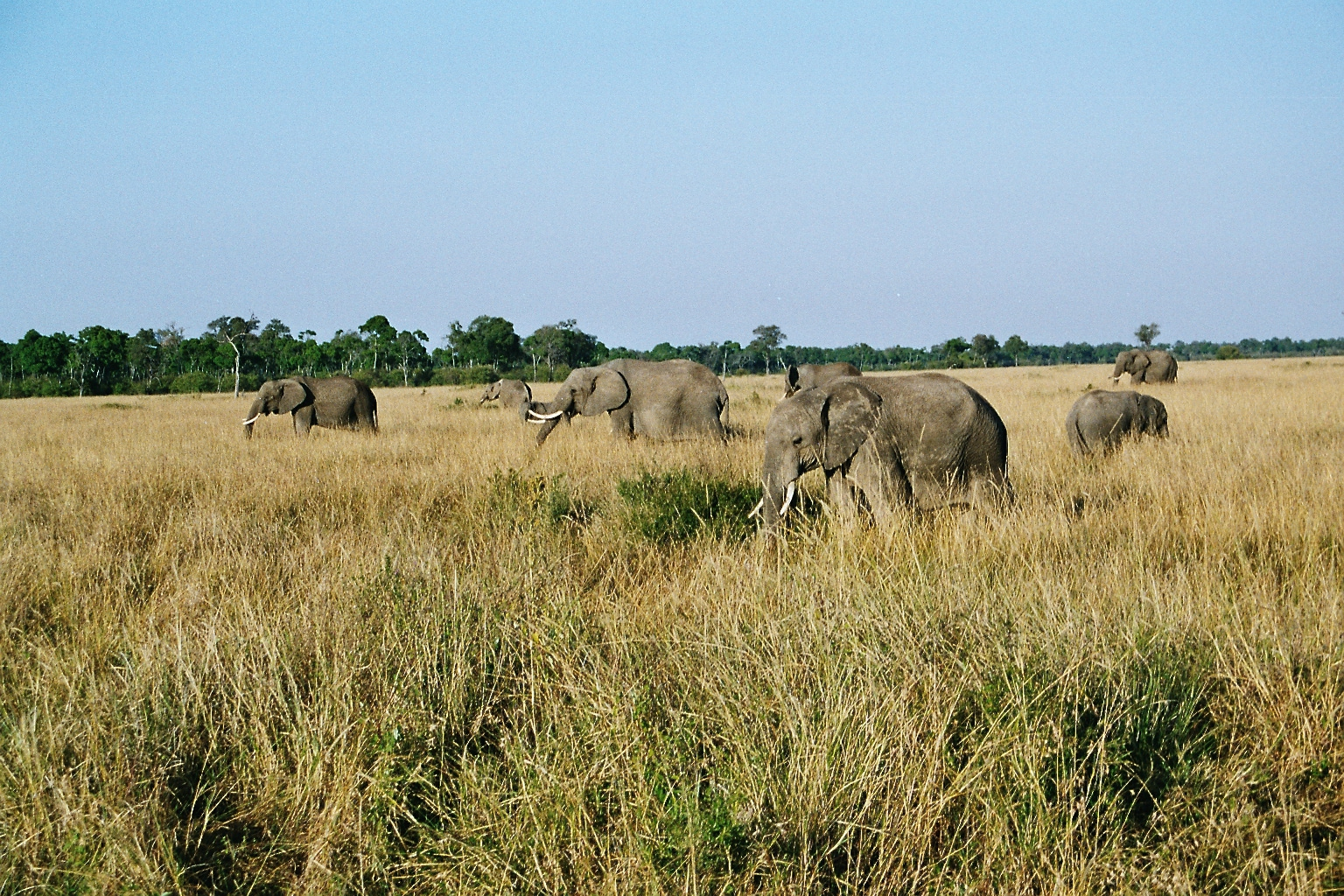
ケニアのサバンナ

典型的なサバナ気候（Aw）は、熱帯雨林の周辺に発達し、太陽の回帰にともない、赤道低圧帯の影響を受ける雨季（夏）と亜熱帯高圧帯の影響を受ける乾季（冬）に分かれる。主な分布地域は以下の通りである。
- ブラジル高原
- リャノ
- グランチャコ
- インドシナ半島内陸部
- インド亜大陸のデカン高原 - ベンガル湾沿岸部
- オーストラリア北部
- バリ島
- 西インド諸島
- 中央アフリカ沿岸
- アフリカ中部の熱帯雨林周辺部
- アフリカ東部のインド洋沿岸
- 台湾南西部

夏が乾季となるAs（熱帯夏季少雨気候）は極めて珍しく、ハワイ諸島の一部などごく限られた地域にのみ分布する。

### 典型的な都市
- バンコク（タイ）[7]
- ホーチミン（ベトナム）[8]
- デンパサール（インドネシア バリ島）
- ダーウィン（オーストラリア）[9]
- ヌーメア（ニューカレドニア）
- ムンバイ（インド）
- コルカタ（インド）[8][10]
- ダルエスサラーム（タンザニア）[7]
- キンシャサ（コンゴ民主共和国）
- ヤウンデ（カメルーン）
- ブラジリア（ブラジル）[11]
- クイアバ（ブラジル）[7]
- フォルタレーザ（ブラジル）
- カラカス（ベネズエラ）
- ハバナ（キューバ）
- サントドミンゴ（ドミニカ共和国）
- テグシガルパ（ホンジュラス）
- メリダ（メキシコ）[11]
- ポートモレスビー（パプアニューギニア）
- リオデジャネイロ（ブラジル）
- 三亜（中華人民共和国海南島）
- 高雄（台湾） - 熱帯モンスーン気候に分類されることもある
- サンボアンガ（フィリピン）

## 気候の特徴

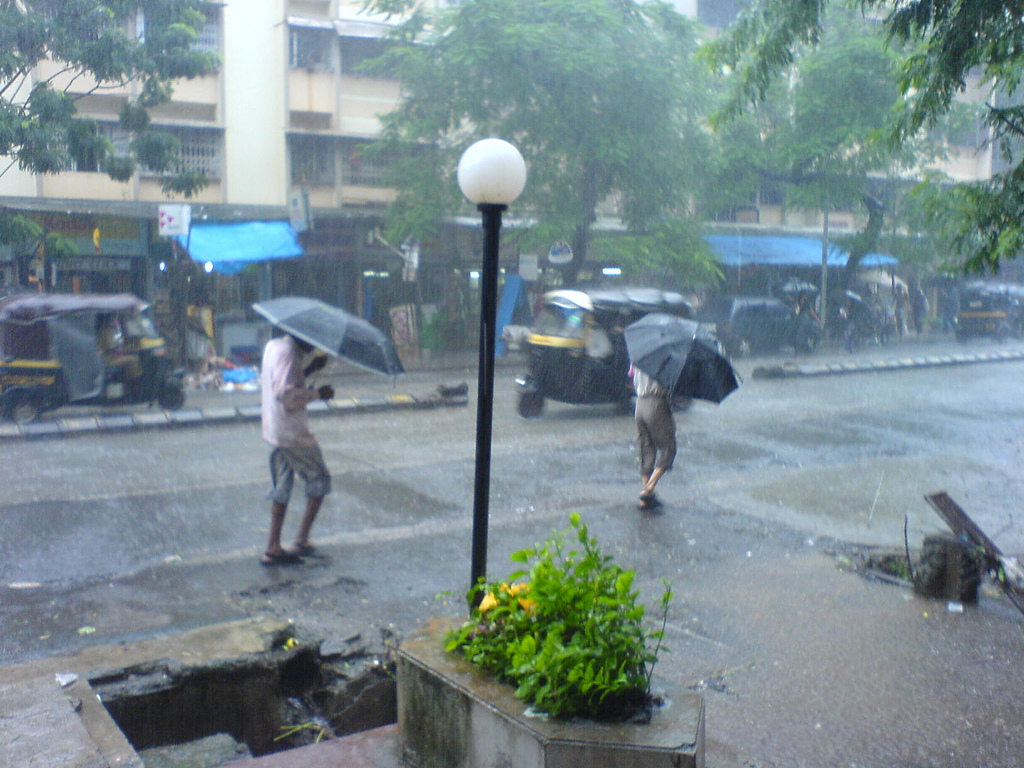
モンスーンの激しい雨、ムンバイ

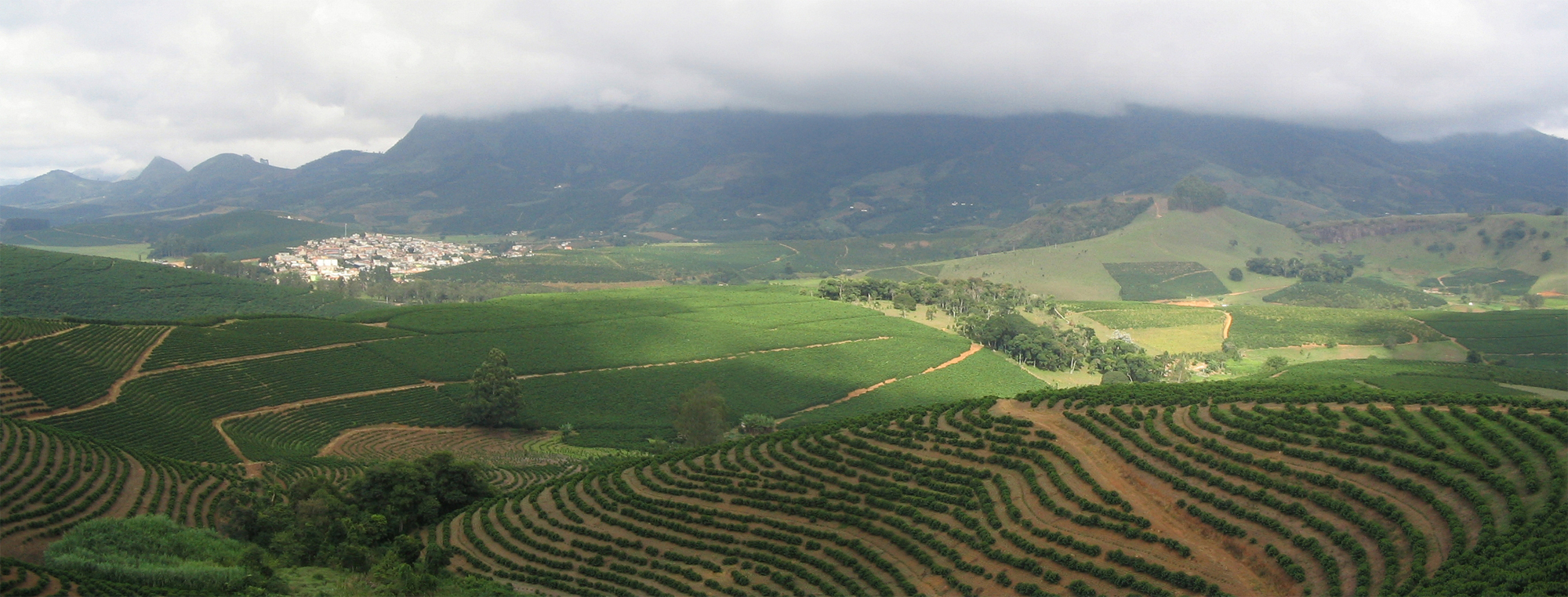
大規模なコーヒーのプランテーション農園、ブラジル・ミナスジェライス州

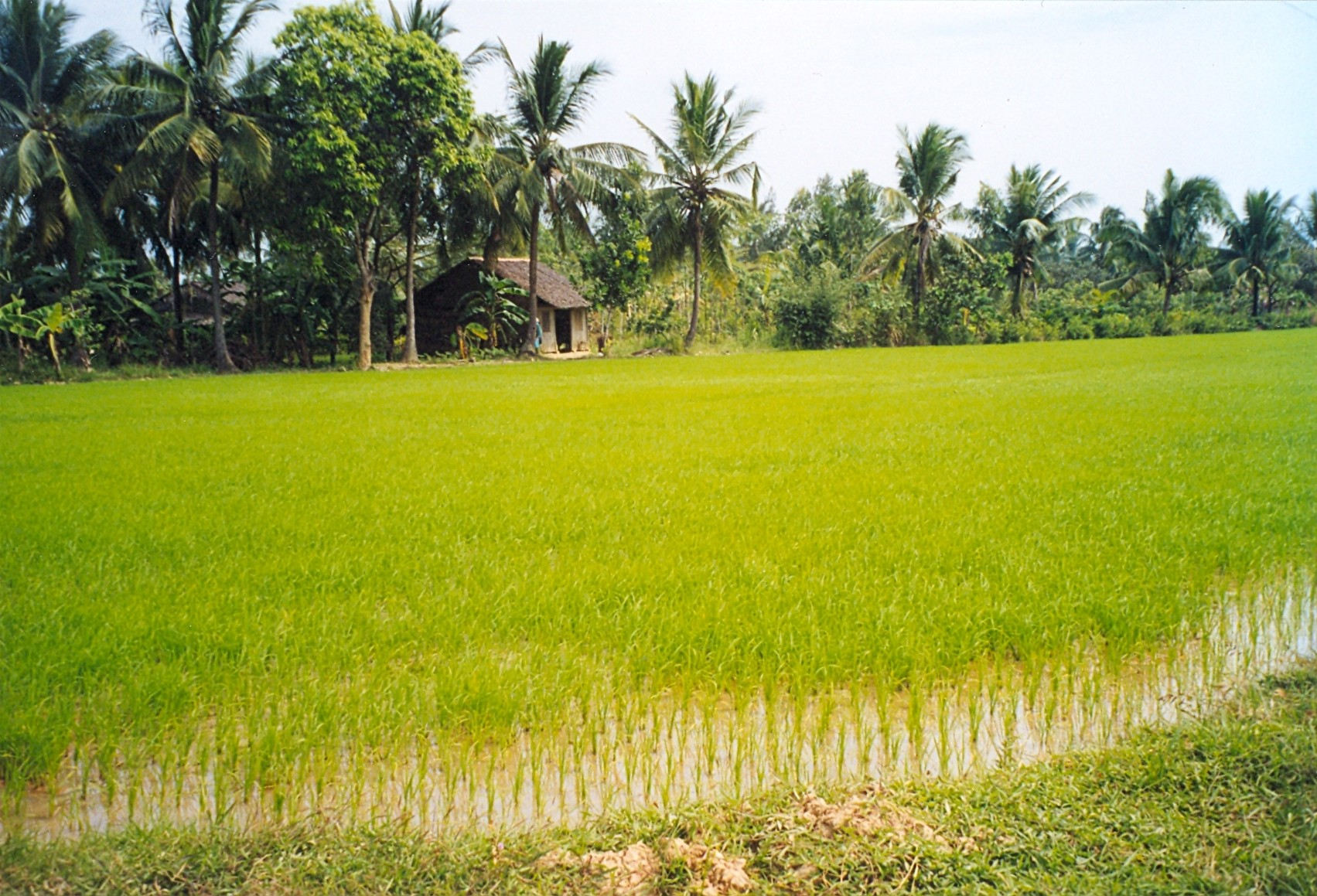
ベトナムの水田

サバナ気候にあたる地域では夏は赤道低圧帯に入るため湿った空気が流れ込みやすく、対流性・地形性・低気圧性の雨（降雨）が多い雨季となる。しかし冬は一転して中緯度高圧帯に入るため、乾燥した空気が長く居座り雨がほとんど降らない乾季が続く。一年の間で雨季と乾季がはっきりと分かれており、モンスーンの影響が非常に大きい地域である。
なお、ごく限られた地域では夏に高い山脈によって雲がさえぎられて雨蔭となるなどして夏が乾季、冬が雨季となるが（熱帯夏季少雨気候）、夏が雨季となる地域に比べて年間降水量は少ない。
雨季の降水量が少なければ旱魃、多ければ洪水となるため、どちらにしても農作物や飲料水をはじめとして生活全般に大きな影響が及ぶ。

## 土壌と植生
植生は丈の高い草原の中に乾燥に強いバオバブなどの樹木がまばらに生える、サバナとよばれる熱帯草原が多く見られる。夏にはこれらの植物が生い茂るが、冬の樹木は落葉し、草原は枯れ種や根に姿を変えるため赤茶けた大地となる。アフリカでは、この気候帯に多くの野生動物が生息している。但し、ナイロビ国立公園の至近の街ナイロビは温帯夏雨気候に分類され、カラハリ砂漠のように乾燥帯の土地もあり、野生動物はこの気候より低温や乾燥した気候でも多くみられる。降水量の比較的多い地域（インドシナ半島など）では乾季に落葉する広葉樹林（雨緑林）も見られる。
土壌はラトソル（ラテライト）と赤黄色土が多く分布し、熱帯雨林ほどではないが痩せた土壌で農業にはあまり適さない。しかし、一部、肥沃な土壌が分布する地域もある。

## 産業の特徴・その他
農業では、乾季に森林を燃やし雨季に作物を栽培する焼畑農業が多く見られる。プランテーション、自給的農業も多い。主な農産物はコーヒー豆、サトウキビ、天然ゴム、綿花、バナナ、茶、カカオなどである。
ガンジス川河口のバングラデシュやメコン川流域（メコン・デルタ）のベトナム南部・カンボジア、チャオプラヤ川流域のタイなどでは米の二期作が行われており、生産量も多い。